# Richard Šechný
Richard Šechný (ur. 19 października 1971 w Preszowie) – słowacki hokeista, reprezentant Słowacji, olimpijczyk. Trener hokejowy.

## Kariera
- HC Košice (1994-1999)
  -  VTJ MEZ Michalovce (1996-1998)
- HKm Zvolen (1999-2002)
- Nieftiechimik Niżniekamsk (2002)
- HKm Zvolen (2002-2006)
- Podhale Nowy Targ (2006)
- MHK Kežmarok (2006-2008)
- HK ŠKP Poprad (2008)
- MHK Kieżmark (2008-2009)
- HK Poprad (2009-2010)
- HC 05 Banská Bystrica (2010-2011)
- HK Dukla Michalovce (2011-2012)
  -  EV Bozen 84 (2012)
- HC 07 Prešov (2015)
- HC 07 Detva (2015-2016)
- HK Dukla Michalovce (2017)
- MHK Humenné (2017-2018)
- HKm Zvolen (2018)

Od 2011 zawodnik klubu z Michaloviec, kapitan drużyny oraz od 2014 do 2015 grający asystent trenera. Od końca grudnia 2015 zawodnik Detvy. W 2018 zakończył karierę.
W kadrze Słowacji rozegrał 54 spotkania i strzelił 10 goli. Wraz z reprezentacją wystąpił w dwóch turniejach mistrzostw świata edycji 1995 (Grupa B), 1999 (Grupa A) oraz zimowych igrzysk olimpijskich 2002.
Od sezonu 2017/2018 asystent trenera w Dukli Michalovce.

## Sukcesy
Klubowe
- Złoty medal mistrzostw Słowacji: 1995, 1996, 1999 z HC Koszyce. 2001 z HKm Zwoleń
- Złoty medal mistrzostw Polski: 2007 z Podhalem Nowy Targ
- Puchar Kontynentalny: 1998 z HC Koszyce

Indywidualne
- Polska Liga Hokejowa (2012/2013):
  - Pierwsze miejsce w klasyfikacji +/- w sezonie zasadniczym: +30
  - Szóste miejsce w klasyfikacji strzelców w sezonie zasadniczym: 23 gole
  - Szóste miejsce w klasyfikacji kanadyjskiej w sezonie zasadniczym: 45 punktów
  - Najskuteczniejszy gracz klubu z Sanoka w klasyfikacji kanadyjskiej i strzelców w całycm sezonie: 52 punkty za 25 goli i 27 asyst w 47 meczach
- 2. liga słowacka w hokeju na lodzie (2017/2018):
  - Skład gwiazd miesiąca - wrzesień 2017[4]